# Семейный человек (рассказ)
«Семейный человек» ― рассказ русского советского писателя Михаила Александровича Шолохова, написанный в 1925 году.

## Публикации
Впервые рассказ «Семейный человек» опубликован в журнале «Прожектор» 15 июня 1925 года, № 11. Входил рассказ в авторские сборники «Лазоревая степь» (1926) и «Лазоревая степь. Донские рассказы. 1923―1925» (1931).

## Сюжет
Все помыслы главного героя рассказа, «семейного человека» Микишары, связаны с его большой семьёй. Мобилизованный в ходе Гражданской войны в казачьи повстанческие части, он попадает в драматическую ситуацию: чтобы сохранить себе жизнь, спасти от голодной смерти детей, Микишара вынужден убить двух своих старших сыновей, красноармейцев Данилу и Ивана. Герою кажется, что иного выхода у него нет, что он может пожертвовать двумя ради семерых. Данила и Иван гибнут от рук родного отца, но жертвы Микишары не принимают даже те, во имя кого она была принесена, ― собственные дети.

## Прототипы
В основе рассказа ― реальная история, связанная с семьёй казака хутора Плешакова Еланской станицы по имени Микишара. Записи Е. Г. Левицкой, сделанные летом 1930 года в Вёшенской, фиксируют разговор Михаила Александровича Шолохова с председателем Плешаковского сельсовета о прототипе героя произведения:
А как поживает Микишара? ― вдруг спросил М.А. <...> Тот засмеялся. "Приходил ко мне, просил дать свидетельство о политической благонадёжности, хочет охотой заняться, ружьё купил. Говорит: «У меня сын был красноармеец...» "Да ведь ты сына-то убил, ― говорю ему ― Не дал ему свидетельства", ― закончил председатель....

## Критика
Высокая оценка произведения была сделана в отзыве на сборник «Лазоревая степь»:
Такую вещь, как «Семейный человек», силою обстоятельств вынужденный собственной рукой умертвить своих двух сыновей, без волнения, без биения сердца не прочтешь. Рассказ волнует читателя, восстанавливая страшные дни 1918―19 гг. <...> В некоторых вещах автор сумел чрезвычайно развернуть фабулу рассказа. Так, «Семейный человек» начинается с очень обыденного упрёка, брошенного мимоходом в разговоре с автором «нонешних» детей ― стариком казаком. И тут же незаметно автор разворачивает ленту рассказа, прямо вытекающую из этой нечаянно обронённой фразы. В этом определённое достижение автора.
И. М. Машбиц-Веров также относил «Семейного человека» к произведениям «бесспорно значительным <…> в смысле собственно-литературном», которые «содержат обещание крупных достижений».
По мнению В. М. Литвинова, «Семейный человек» ― это «строгий моральный суд над казаком Микишарой, который считал, что ради доброго дела можно пойти на любую подлость».

## Персонажи
- Аркашка ― вахмистр из восставших против Советской власти казаков, приказывает главному герою Микишаре бить пленных красноармейцев.

- Данила ― сын Микишары, на четыре года младше брата Ивана, «ростом низенький, тушистый, волосы русявые, ажник белёсые, а глаза карие»; после начала восстания уходит в Красную Армию; взят в плен и убит восставшими казаками.

- Иван ― сын Микишары, «чернявый собой и с лица хорош»; после начала восстания уходит в Красную Армию, затем переходит на сторону восставших; арестован казаками, расстрелян отцом.

- Казаки ― безымянные жители хутора, требуют смертной казни пленных красноармейцев.

- Микишара ― паромщик, вдовец, отец девятерых детей, участник убийства сражавшихся на стороне красных сыновей Ивана и Данилы.

- Рассказчик ― безымянный демобилизованный фронтовик, которому Микишара рассказывает свою историю.

- Сотенный ― безымянный офицер восставших казаков, в сопровождении Микишары отправляет в штаб арестованного Ивана.